# Oripoda canagaratnami
Oripoda canagaratnami är en kvalsterart som först beskrevs av Balogh 1970.  Oripoda canagaratnami ingår i släktet Oripoda och familjen Oripodidae. Inga underarter finns listade i Catalogue of Life.